# Christian Nilsson (militär)
Christian Nilsson, född 24 december 1904 i Färlövs församling, Kristianstads län, död 21 september 1971 på Lidingö, var en svensk militär (generalmajor) och brigadgeneral i etiopiska flygvapnet.

## Biografi
Nilsson avlade studentexamen i Lund 1923 och blev fänrik vid Wendes artilleriregemente (A 3) 1926. Han genomgick flygutbildning 1932-1933 och blev löjtnant i flygvapnet 1935. Nilsson befordrades till major 1942, till överstelöjtnant 1944, till överste 1947 och till generalmajor 1965. Han studerade på Artilleri- och ingenjörhögskolan 1930 och genomgick Flygkrigshögskolan stabskurs 1939-1940.
Han tjänstgjorde vid flygstaben 1936 samt vid försvarsstaben 1937–1939 och 1941–1942. Nilsson var lärare vid Artilleri- och ingenjörhögskolan och Flygkrigshögskolan 1941–1943, stabschef vid Första flygeskadern (E 1) 1942 och chef för Hallands flygflottilj (F 14) 1944–1954. Han var därefter 1954–1957 brigadgeneral och chef för etiopiska flygvapnet, där han efterträdde greve Carl Gustaf von Rosen och överste Gösta Hård. Nilsson var inspektör för flygsäkerhetstjänsten från 1957.
Christian Nilsson var son till godsägaren P.S. Nilsson och Ida Christenson. Han gifte sig 1934 med Asta Koch, dotter till flygdirektören Peter Koch och Sigrid Alström. Han var far till Katarina (född 1936, gift med Jan af Sillén), Ulf (född 1937) och Rolf (född 1939).

## Utmärkelser
- Riddare av Svärdsorden, 1943[5]
- Kommendör av 2. klass av Svärdsorden (KSO2kl), 1951[6]
- Kommendör av 1. klass av Svärdsorden (KSO1kl), 1954[7]
- Riddare av Nordstjärneorden (RNO)
- Storofficer av Etiopiska Stjärnorden (StOffEtSO)[3]
- Hemvärnets förtjänstmedalj i guld (HvGM)[3]
- Svenska pistolskytteförbundets silvermedalj (SvpistskfbSM)[3]
- Riksförbundet Sveriges lottakårers silvermedalj (SLKSM)[3]
- Hallands befälsförbunds guldmedalj (HallbfbGM)[3]
- Riksföreningen för simningens främjandes silvermedalj (RfsSM)[3]
- Etiopisk jubileumssilvermedalj (EtJubSM)[3]